# Seututie 567
Pour les articles homonymes, voir Route 567.
La route régionale 567 (finnois : Seututie 567) est une route régionale allant de Riistavesi à Kuopio jusqu'au centre de Juankoski à Kuopio en Finlande,,.

## Présentation
La seututie 567 est une route régionale de Savonie du Nord.

## Parcours
- Kuopio
  - Riistavesi,
  - Västinniemi (8 km)
  - Muuruvesi (13 km)
  - Koiramäki (15 km)
  - Juankoski (19 km)